# 하라 야스히사
하라 야스히사(일본어: 原 泰久 하라 야스히사[*], 1975년 6월 9일 ~ )는 일본의 남성 만화가이다. 사가현 미야키군 모토야마정 출신으로, 혈액형은 A형이다.
현재 주간 영 점프에서 만화 킹덤을 연재 중으로, 후쿠오카현에 거주하고 있다.

## 경력
토메이칸고등학교를 거쳐 큐슈예술공과대학(2003년에 큐슈대학에 통합)에 입학한다.
대학교 3학년때 만화가를 꿈꾼다.
1997년, 제 36회 치바 테츠야상 영(ヤング)부문에서 작품 「우에다군의 퇴화론(上田君の退化論)」이 기대상을 수상한다.
1998년, 큐슈예술공과대학 화상설계학과를 졸업한다. 이후 대학원에 입학한다.
1999년, 제40회 치바 테츠야상 영(ヤング)부문에서 「우토마츠(於兎松)」가 준 대상을 수상하며, 같은 작품이 「별책 영 매거진(주간 영 매거진의 부록)」에 게재되어 데뷔한다.
2000년, 큐슈예술공과대학 대학원 석사과정으로 정보전달 전공을 수료한다. 그 후, 후지쯔 큐슈 시스템 엔지니어링에 시스템 엔지니어로서 입사 후, 3년간 근무해 27세 무렵에 퇴사한다.
2003년, 제 23회 영 점프 월례 망가 그랑프리(月例MANGAグランプリ)에서 작품 「패와 선(覇と仙)」이 장려상을 수상한다.
2006년, 『주간 영 점프』9호부터 「킹덤」 연재를 개시한다.
2012년, NHK BS 프리미엄에서 「킹덤」이 TV 애니메이션으로 제작된다.
2013년, 제 17회 데즈카 오사무 문화상에서 「킹덤」이 만화 대상을 수상한다. 같은 해, 출신지인 기야마정에서 마을 최초의 고향 대사로 임명되었다.
2020년, 7월에 탤런트 코지마 루리코와의 교제가 보도된다. 하라는 침묵을 지켰지만 코지마는 자신이 출연하는 라디오에서 교제 사실을 인정한다. 9월 3일, 트위터로 같은 해 3월에 이혼한 것을 밝혔다. 전처 코지마 루리코의 사이에는 3명의 자녀가 있다.
2021년, 일본의 탤런트 코지마 루리코와 교제를 중단했다.
2023년, 킹덤의 누계 발행 부수가 1억 부를 돌파했다.

## 에피소드
하라 야스히사는 인터뷰 기사에서 "킹덤은 직장인 경험 그 자체"라고 스스로 말하고 있다. 하라는 대학원을 졸업한 후 회사에서 시스템 엔지니어로 일했다.  팀마다 각자 일의 역할 분담이 있어 유기적으로 움직여 일이 진행되었다. 어느 날 선배 프로그래머가 퇴직하면서 하라가 혼자 프로그래밍을 맡게 됐다. 하라는 그 때문에 업무 과잉에 내몰려 실수를 저지르고 회사에 큰 손실을 입히고 만다. 그러나 회의장에서 상사는 하라가 아니라 중책을 맡고 있는 사람에게 화를 내며 하라를 지켜주었다. 하라도 그러한 경험에 의해, 작품에 두께가 생겼다고 말하고 있다.

## 작품 목록

### 연재작
- 킹덤（『주간 영 점프』, 2006년 9호 - )
  - 킹덤 총집편 1 무명의 소년 (2010년 7월 27일, 재출판:2012년 6월 5일)
  - 킹덤 총집편 2 왕도의 탈환 (2010년 8월 10일, 재출판:2012년 6월 27일)
  - 공식 가이드 북 영걸열기(英傑列紀) (2012년 8월 17일)
  - 킹덤 THE ANIMATION 왕과 검 (원작:하라 야스히사, 저자:쿠마 토오로, 2012년 9월 19일) ※소설
  - 킹덤 THE ANIMATION 첫 출진 (원작:하라 야스히사, 저자:쿠마 토오로, 2012년 11월 19일) ※소설
  - 킹덤 THE ANIMATION 대장군 (원작:하라 야스히사, 저자:쿠마 토오로, 2013년 4월 4일) ※소설
  - 공식 가이드 북 패도열기(覇道列紀) (2016년 1월 19일)
  - 만화 『킹덤』에서 배운 난세의 리더십 (원작:하라 야스히사, 저자:나가오 카즈히로(2016년 3월 25일)※비즈니스서

### 단편
- 우토마츠(於兎松) (『별책 영 매거진』 No.1, 1999년) ※ 미수록
- 센코기(仙子記) (『별책 영 매거진』 No.22, 2001년) ※미수록
- 금강(金剛) (『영 점프 증간 만혁』 Vol.36, 2003년) ※총집편 1 수록
- 마주병300(馬酒兵三百) (『영 점프 증간 만혁』 Vol.37, 2004년) ※총집편 1 수록
- 이목(李牧) (『주간 영 점프』 2004년 18호) ※총집편 2 수록
- 몽무와 초자(蒙武と楚子) (『주간 영 점프』 2005년 1호) ※총집편 2 수록
- 킹덤 번외편(キングダム番外編) (『주간 소년 점프』2013년 24호) ※패도열기(覇道列紀) 수록

### 애니메이션화 작품
- 킹덤 (TV 애니메이션, 2012년 - )

### 실사화 작품
- 킹덤 (2019년 4월 19일 공개, 감독:사토 신스케, 도호 / 소니 픽처스 엔터테인먼트 공동 배급) ※ 쿠로이와 츠토무, 사토 신스케와 공동 각본 담당
  - 킹덤2 아득한 대지에(2022년 7월 15일 공개) ※ 쿠로이와 츠토무와 공동 각본 담당

## 관련 인물

### 스승
- 이노우에 타케히코

### 어시스턴트
- 이시다 스이 - 만화 도쿄 구울의 작가.
- 카사하라 마키
- 마츠바라 토시미츠
- 시카코 - 필명 하코이시다테(箱石達)

## TV 출연
- SWITCH 인터뷰ー 달인들 「하라 야스히사(만화가) × 시부사와 고(게임 디자이너) (2016년 5월 28일, NHK E텔레) 정열대륙 (2016년 10월 30일, MBS)
- 히타치 세계 · 이상한 발견! 1500회 시리즈 킹덤의 세계 (2019년 1월 12일, TBS)